# Зеленинские Дворики
Зеленинские Дворики — деревня в Рыбновском районе Рязанской области. Входит в Баграмовское сельское поселение.

## География
Находится в западной части Рязанской области у западной границы города Рыбное.

## История
В 1859 году здесь (тогда Зеленинские выселки Рязанского уезда Рязанской губернии) было учтено 2 двора, в 1897 — 9.

## Население
Численность населения: 30 человек (1859 год), 53 (1897), 123 в 2002 году (русские 96 %), 115 в 2010.